# جیمی ماری
جیمی ماری (انگلیسی: Jimmy Murray; ۴ فوریهٔ ۱۹۳۳ – ۱۰ ژوئیهٔ ۲۰۱۵) بازیکن فوتبال اهل اسکاتلند بود.
از باشگاه‌هایی که در آن بازی کرده‌است می‌توان به باشگاه فوتبال ریت روورز، باشگاه فوتبال هارت آف میدلوتیان، باشگاه فوتبال فالکیرک، و باشگاه فوتبال ردینگ اشاره کرد.
وی همچنین در تیم ملی فوتبال اسکاتلند بازی کرده‌است.